# Okiean Nachodka
Okiean Nachodka (ros. «Океа́н» Находка) – rosyjski klub piłkarski z siedzibą w Nachodce, w Kraju Nadmorskim, na Dalekim Wschodzie.

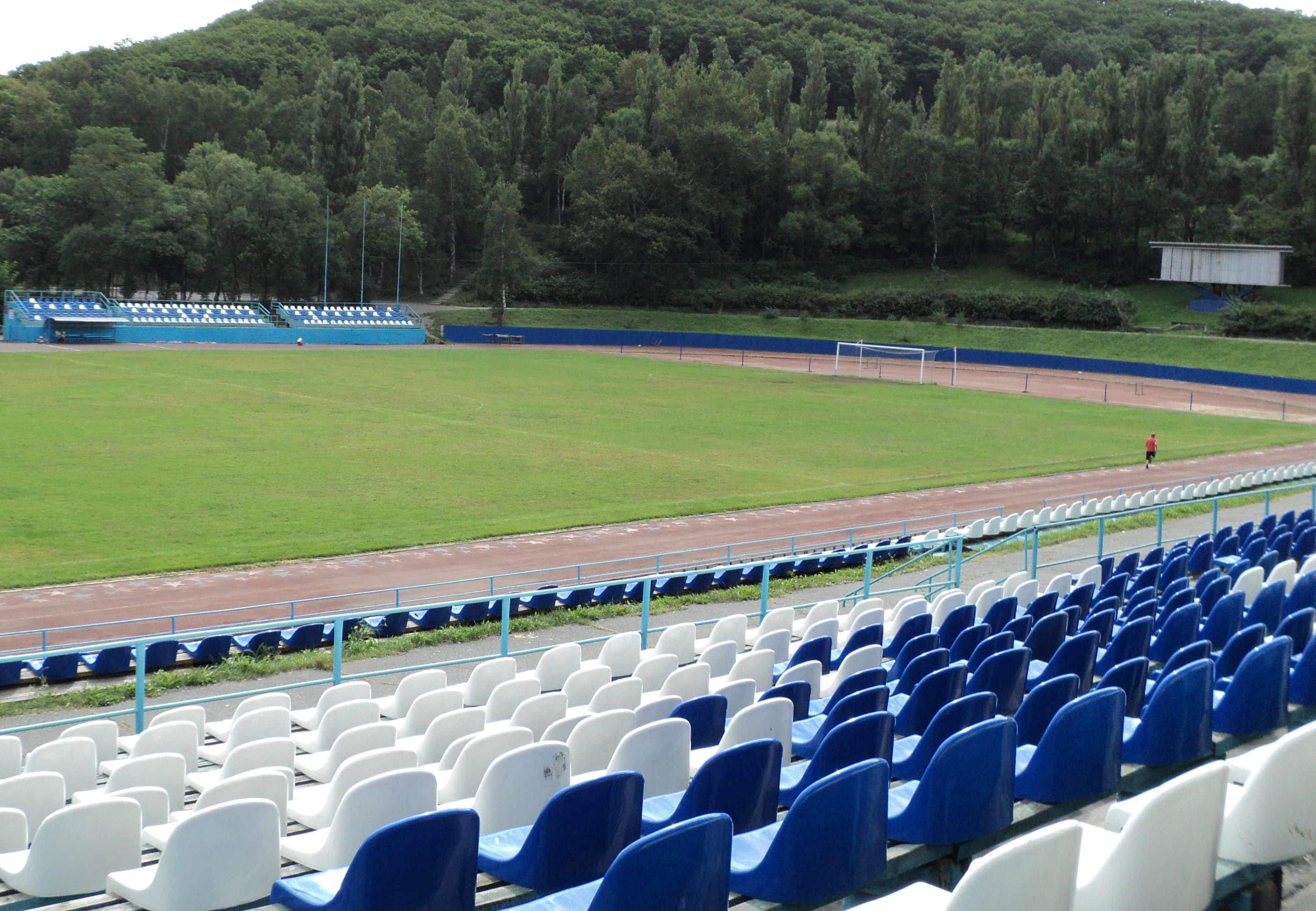
Stadion.

## Historia
Piłkarska drużyna Okiean Nachodka została założona w 1979, chociaż jeszcze wcześniej w latach 1966–1970 miasto reprezentował klub, który nazywał się Rybak i występował w Klasie B, strefie 6 Mistrzostw ZSRR.
Na początku klub zmagał się w regionalnych mistrzostwach Kraju Nadmorskiego. W 1986 startował w Drugiej Lidze, strefie 4 Mistrzostw ZSRR. W 1989 zespół odniósł spory sukces, zdobywając Puchar RFSRR (wówczas republiki związkowej ZSRR). W 1991 drużyna wygrała ligę regionalną.
W latach 1992 i 1993 występowała w rosyjskiej Wyższej Lidze - najwyższej klasie rozgrywkowej Rosji. Po degradacji, w latach 1994–1996 klub występował w rosyjskiej Pierwszej Lidze (2. poziom), następnie spadł do Drugiej Dywizji, gdzie występował do 2010, w grupie wschodniej.
W latach 2011–2017 drużyna grała w regionalnych rozgrywkach Kraju Nadmorskiego, następnie rozwiązana.
Latem 2018 roku pojawił się plan odrodzenia klubu.

## Osiągnięcia
- 1 miejsce w Drugiej Lidze ZSRR, strefie Wschodniej: 1991
- 1/32 finału Pucharu ZSRR: 1991
- 13 miejsce w Rosyjskiej Wyższej Lidze: 1992
- 1/8 finału Pucharu Rosji: 1993